# Liste des souverains de Wurtemberg

Armoiries des comtes de Wurtemberg.

L'État allemand du Wurtemberg a été successivement une seigneurie, un comté (1143), un duché (1495), un électorat (1803) et un royaume (1806). Jusqu'en 1806, son nom exact est Wirtemberg. La maison de Wurtemberg règne sur le Wurtemberg jusqu'à l'abolition de la monarchie en 1918.

## Seigneurs de Wurtemberg
La succession des premiers seigneurs de Wurtemberg est mal connue :
- vers 1081 – 1092 : Conrad Ier ;
- vers 1092 – 1116 : Ulrich, fils du précédent ;
- vers 1116 – 1137 : Jean, fils du précédent ;
- 1137 – 1143 : Louis Ier et Emich, fils du précédent.

## Comtes de Wurtemberg (1143-1495)
| Portrait     | Nom                                                      | Début du règne | Fin du règne | Notes |
| ------------ | -------------------------------------------------------- | -------------- | ------------ | --- |
|              | Louis Ier (vers 1119 – 1158)                             | 1143           | 1158         | Il est élevé au rang de comte en 1143. Règne conjointement avec son frère Emich jusqu'en 1154. |
|              | Louis II (vers 1137 – 1181)                              | 1158           | 1181         | Fils de Louis Ier. |
|              | Henri Ier (vers 1160 – vers 1240)                        | 1181           | 1240         | Fils de Louis II. Règne conjointement avec son frère Louis III. |
|              | Louis III (1166 – vers 1241)                             | 1194           | 1241         | Fils de Louis II. Règne conjointement avec son frère Henri Ier. |
| Ulrich Ier   | Ulrich Ier « le Fondateur » (1226 – 25 février 1265)     | 1241           | 1265         | Fils de Louis III. |
|              | Ulrich II (vers 1254 – 18 septembre 1279)                | 1265           | 1279         | Fils d'Ulrich Ier et de Mathilde de Bade. Mort sans laisser d'héritier mâle. |
| Eberhard Ier | Eberhard Ier « l'Illustre » (13 mars 1265 – 5 juin 1325) | 1279           | 1325         | Fils d'Ulrich Ier et d'Agnès de Schlesien-Liegnitz. Demi-frère cadet d'Ulrich II. |
| Ulrich III   | Ulrich III (vers 1291/1296 – 11 juillet 1344)            | 1325           | 1344         | Fils d'Eberhard Ier et de Marguerite de Lorraine. |
| Ulrich IV    | Ulrich IV (vers 1315 – 1366)                             | 1344           | 1362         | Fils d'Ulrich III et de Sophie de Pfirt. Règne conjointement avec son frère Eberhard II. Abdique en 1362. |
| Eberhard II  | Eberhard II « der Greiner » (vers 1315 – 15 mars 1392)   | 1344           | 1392         | Fils d'Ulrich III et de Sophie de Pfirt. Règne conjointement avec son frère Ulrich IV jusqu'en 1362. |
| Eberhard III | Eberhard III « le Doux » (vers 1362 – 16 mai 1417)       | 1392           | 1417         | Fils d'Ulrich et d'Élisabeth de Bavière. Petit-fils d'Eberhard II par son père. |
| Eberhard IV  | Eberhard IV « le Jeune » (23 août 1388 – 2 juillet 1419) | 1417           | 1419         | Fils d'Eberhard III et d'Antonia Visconti. |
| Louis IV     | Louis IV (1412 – 23 septembre 1450)                      | 1419           | 1442         | Fils aîné d'Eberhard IV et d'Henriette de Montbéliard. Il règne conjointement avec son frère cadet Ulrich V sous la régence de leur mère jusqu'en 1426. Il règne de nouveau conjointement avec Ulrich V à partir de 1433. |
| Ulrich V     | Ulrich V (1413 – 1er septembre 1480)                     | 1419 1433      | 1426 1442    | Fils cadet d'Eberhard IV et d'Henriette de Montbéliard. Règne conjointement avec son frère aîné Louis IV. |

En 1442, Louis IV et Ulrich V se partagent le Wurtemberg par le traité de Nürtingen. Louis IV en reçoit la moitié occidentale, avec Bad Urach pour capitale, tandis qu'Ulrich V en reçoit la moitié orientale, avec Stuttgart pour capitale.

### Comté de Wurtemberg divisé
| Portrait   | Nom                                                          | Début du règne | Fin du règne | Notes |
| ---------- | ------------------------------------------------------------ | -------------- | ------------ | --- |
| Louis IV   | Louis IV (1412 – 23 septembre 1450)                          | 1442           | 1450         | Comte de Wurtemberg-Urach.                                                                               |
|            | Louis V (3 avril 1439 – 3 novembre 1457)                     | 1450           | 1457         | Fils aîné de Louis Ier et de Mathilde du Palatinat. Comte de Wurtemberg-Urach.                           |
| Eberhard V | Eberhard V « le Barbu » (11 décembre 1445 – 25 février 1496) | 1457           | 1482         | Fils cadet de Louis Ier et de Mathilde du Palatinat. Frère cadet de Louis II. Comte de Wurtemberg-Urach. |

| Portrait    | Nom                                                           | Début du règne | Fin du règne | Notes                                                                              |
| ----------- | ------------------------------------------------------------- | -------------- | ------------ | ---------------------------------------------------------------------------------- |
| Ulrich V    | Ulrich V « le Bien-aimé » (1413 – 1er septembre 1480)         | 1442           | 1480         | Comte de Wurtemberg-Stuttgart.                                                     |
| Eberhard VI | Eberhard VI « le Jeune » (1er février 1447 – 17 février 1504) | 1480           | 1482         | Fils d'Ulrich V et d'Élisabeth de Bavière-Landshut. Comte de Wurtemberg-Stuttgart. |

Le comté de Wurtemberg est réunifié avec la signature du traité de Münsingen (de) le 14 décembre 1482 : Eberhard « le Barbu » de Wurtemberg-Urach obtient le comté de Wurtemberg-Stuttgart, mais il reconnaît son cousin Eberhard « le Jeune » de Wurtemberg-Stuttgart comme héritier.

### Comté de Wurtemberg réunifié
| Portrait   | Nom                                                          | Début du règne | Fin du règne | Notes                                                |
| ---------- | ------------------------------------------------------------ | -------------- | ------------ | ---------------------------------------------------- |
| Eberhard V | Eberhard V « le Barbu » (11 décembre 1445 – 25 février 1496) | 1482           | 1495         | Il est élevé à la dignité ducale le 21 juillet 1495. |

## Ducs de Wurtemberg (1495-1803)
| Portrait          | Nom                                                             | Début du règne | Fin du règne | Notes |
| ----------------- | --------------------------------------------------------------- | -------------- | ------------ | --- |
| Eberhard Ier      | Eberhard Ier « le Barbu » (11 décembre 1445 – 25 février 1496)  | 1495           | 1496         | Il est élevé à la dignité ducale le 21 juillet 1495. |
| Eberhard II       | Eberhard II « le Jeune » (1er février 1447 ? – 17 février 1504) | 1496           | 1498         | Cousin d'Eberhard Ier. Déposé. |
| Ulrich            | Ulrich (8 février 1487 – 6 novembre 1550)                       | 1498           | 1550         | Fils d'Henri de Wurtemberg et d'Élisabeth de Deux-Ponts-Bitsch. Petit-fils du duc Ulrich V par son père. |
| Christophe        | Christophe « le Pacifique » (12 mai 1515 – 28 décembre 1568)    | 1550           | 1568         | Fils du duc Ulrich et de Sabine de Bavière. |
| Louis             | Louis « le Pieux » (1er janvier 1554 – 28 août 1593)            | 1568           | 1593         | Fils du duc Christophe et d'Anne-Marie de Brandebourg-Ansbach. Mort sans laisser d'héritier mâle. |
| Frédéric Ier      | Frédéric Ier (19 août 1557 – 29 janvier 1608)                   | 1593           | 1608         | Fils de Georges Ier de Wurtemberg-Montbéliard et de Barbara de Hesse. Petit-fils d'Henri de Wurtemberg et arrière-petit-fils du duc Ulrich V par son père.                                                                                                 |
| Jean-Frédéric     | Jean-Frédéric « le Magnifique » (5 mai 1582 – 18 juillet 1628)  | 1608           | 1628         | Fils aîné de Frédéric Ier et de Sibylle d'Anhalt. |
| Eberhard III      | Eberhard III (16 décembre 1614 – 2 juillet 1674)                | 1628           | 1674         | Fils aîné du duc Jean-Frédéric et de Barbara-Sophie de Brandebourg. |
| Guillaume-Louis   | Guillaume-Louis (7 janvier 1647 – 23 juin 1677)                 | 1674           | 1677         | Fils d'Eberhard III et d'Anne-Catherine de Salm-Kyrbourg. |
| Eberhard-Louis    | Eberhard-Louis (18 septembre 1676 – 31 octobre 1733)            | 1677           | 1733         | Seul fils du duc Guillaume-Louis et de Madeleine-Sibylle de Hesse-Darmstadt. La régence est assurée par sa mère et son oncle Frédéric-Charles de Wurtemberg-Winnental jusqu'en 1693. Mort sans laisser d'héritier mâle.                                    |
| Charles-Alexandre | Charles-Alexandre (24 janvier 1684 – 12 mars 1737)              | 1733           | 1737         | Fils de Frédéric-Charles de Wurtemberg-Winnental et d'Éléonore-Julienne de Brandebourg-Ansbach. Petit-fils par son père du duc Eberhard III. |
| Charles-Eugène    | Charles-Eugène (11 février 1728 – 24 octobre 1793)              | 1737           | 1793         | Fils aîné de Charles-Alexandre et de Marie-Auguste de Tour et Taxis. La régence est assurée par Charles-Rodolphe de Wurtemberg-Neuenstadt jusqu'en 1738, puis par Charles-Frédéric II de Wurtemberg-Oels jusqu'en 1746. Mort sans laisser d'héritier mâle. |
| Louis-Eugène      | Louis-Eugène (6 janvier 1731 – 20 mai 1795)                     | 1793           | 1795         | Deuxième fils de Charles-Alexandre et de Marie-Auguste de Tour et Taxis. Frère cadet de Charles-Eugène. Mort sans laisser d'héritier mâle. |
| Frédéric-Eugène   | Frédéric-Eugène (21 janvier 1732 – 23 décembre 1797)            | 1795           | 1797         | Troisième fils de Charles-Alexandre et de Marie-Auguste de Tour et Taxis. Frère cadet de Charles-Eugène et Louis-Eugène. |
| Frédéric II       | Frédéric II (6 novembre 1754 – 30 octobre 1816)                 | 1797           | 1806         | Fils de Frédéric-Eugène et de Frédérique-Dorothée de Brandebourg-Schwedt. Il est élevé à la dignité électorale en 1803, puis royale en 1806. |

## Rois de Wurtemberg (1806-1918)
| Portrait      | Nom                                              | Début du règne | Fin du règne | Notes |
| ------------- | ------------------------------------------------ | -------------- | ------------ | --- |
| Frédéric      | Frédéric Ier (6 novembre 1754 – 30 octobre 1816) | 1806           | 1816         | Il est élevé à la dignité royale le 1er janvier 1806. |
| Guillaume Ier | Guillaume Ier (27 septembre 1781 – 25 juin 1864) | 1816           | 1864         | Fils aîné du roi Frédéric et d'Augusta de Brunswick-Wolfenbüttel. |
| Charles       | Charles Ier (6 mars 1823 – 6 octobre 1891)       | 1864           | 1891         | Seul fils de Guillaume Ier et de sa troisième épouse Pauline-Thérèse de Wurtemberg. Mort sans descendance.                                                                                              |
| Guillaume II  | Guillaume II (25 février 1848 – 2 octobre 1921)  | 1891           | 1918         | Fils du prince Frédéric, lui-même fils du prince Paul-Charles, le fils cadet du roi Frédéric. Également fils de la princesse Catherine, une fille du roi Guillaume Ier. Il abdique le 30 novembre 1918. |